# Йопполо-Джанкаксіо
Йопполо-Джанкаксіо (італ. Joppolo Giancaxio, сиц. Jòppulu Giancaxiu) — муніципалітет в Італії, у регіоні Сицилія,  провінція Агрідженто.
Йопполо-Джанкаксіо розташоване на відстані близько 510 км на південь від Рима, 85 км на південь від Палермо, 8 км на північ від Агрідженто.
Населення — 1236 осіб (2014).
Щорічний фестиваль відбувається 19 березня. Покровитель — San Giuseppe.

## Демографія
Населення за роками:

Станом на 1 січня 2023 року в муніципалітеті офіційно проживав 31 іноземець з 10 країн, серед них 24 громадяни країн Євросоюзу.

## Сусідні муніципалітети
- Агрідженто
- Арагона
- Раффадалі
- Санта-Елізабетта